# Tentamun
Tentamun va ser una princesa egípcia de la XVIII Dinastia, durant l'imperi Nou. Era filla de Tuthmosis IV.
Tentamun va morir el mateix any que el seu pare. Va ser enterrada a la tomba KV43 de la Vall dels Reis juntament amb el seu pare i amb un germà anomenat Amenemhat. A la tomba s'hi va trobar un fragment de vas canopi pertanyent a Tentamun. Aquest fragment es troba avui al Museu d'Antiguitats Egípcies del Caire.